# 東京ガーデンテラス紀尾井町

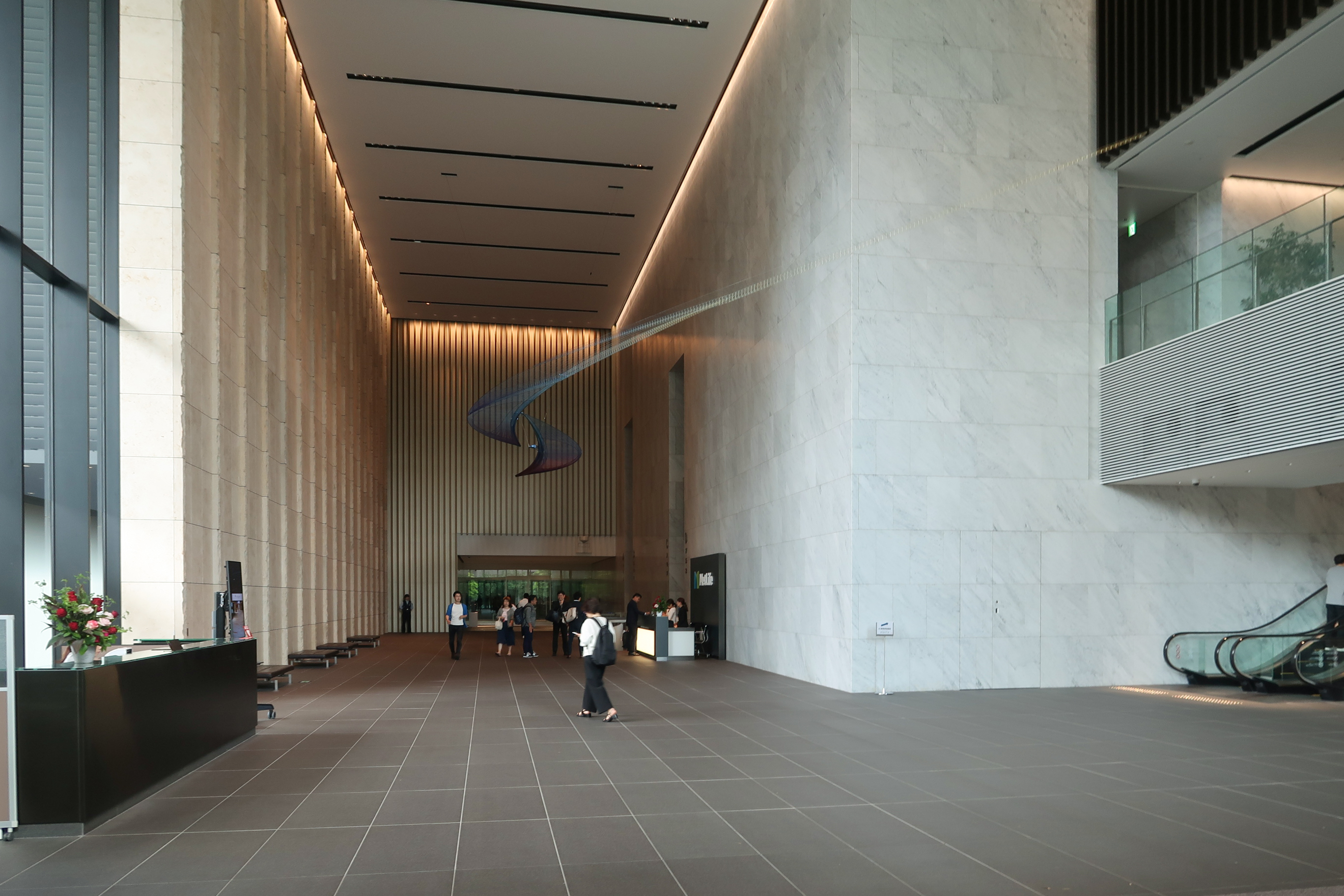
オフィスロビー

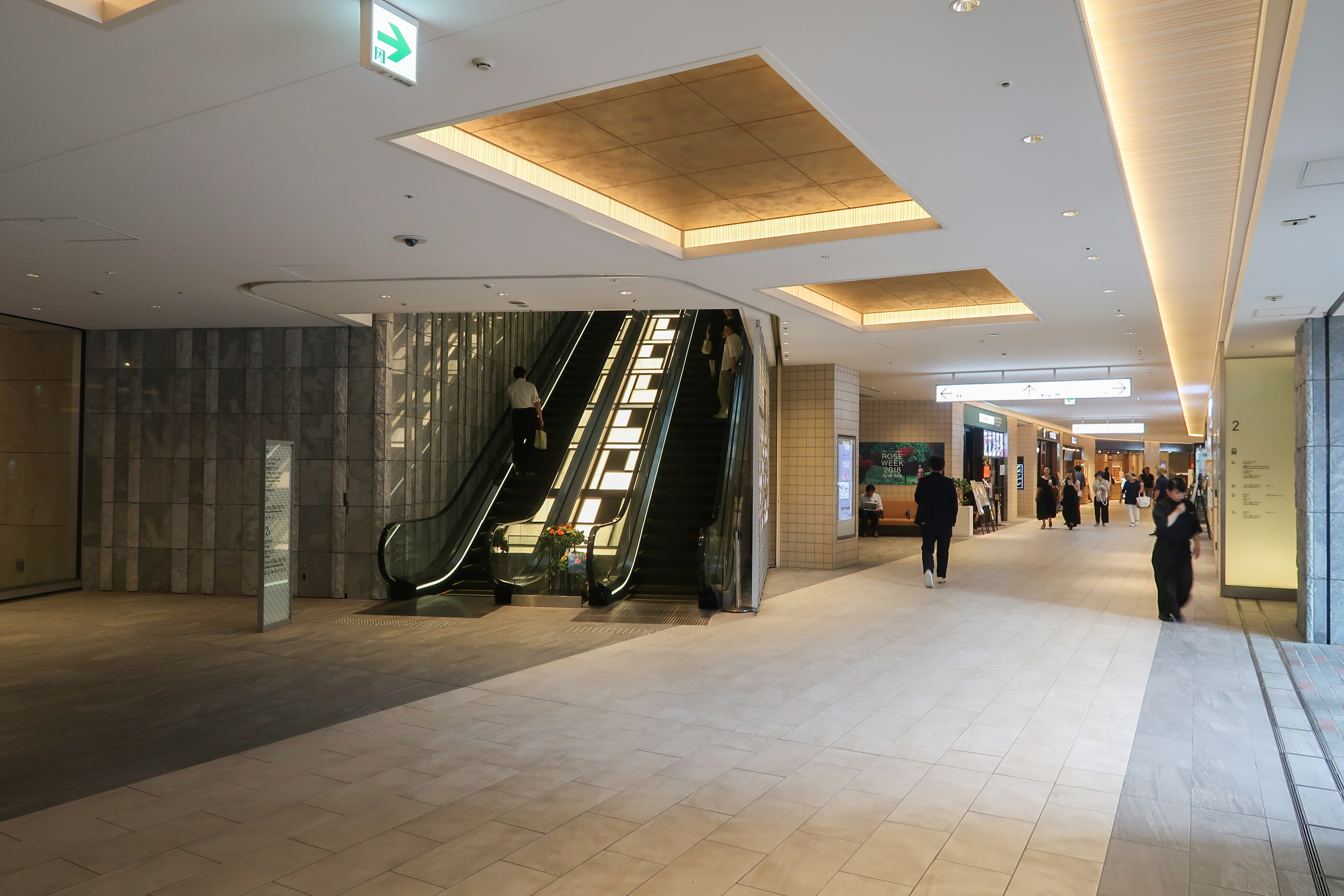
2階商業施設

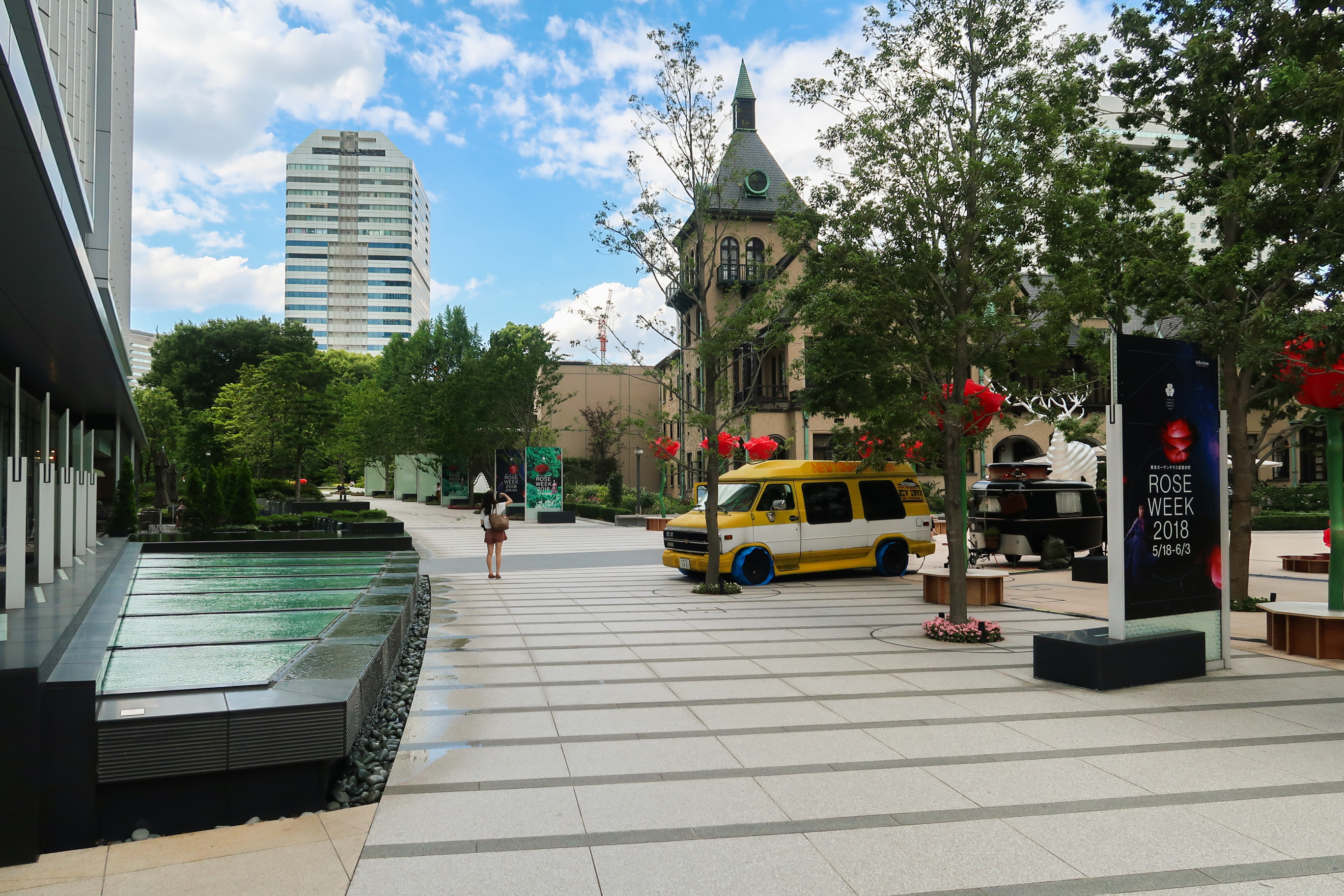
水の広場

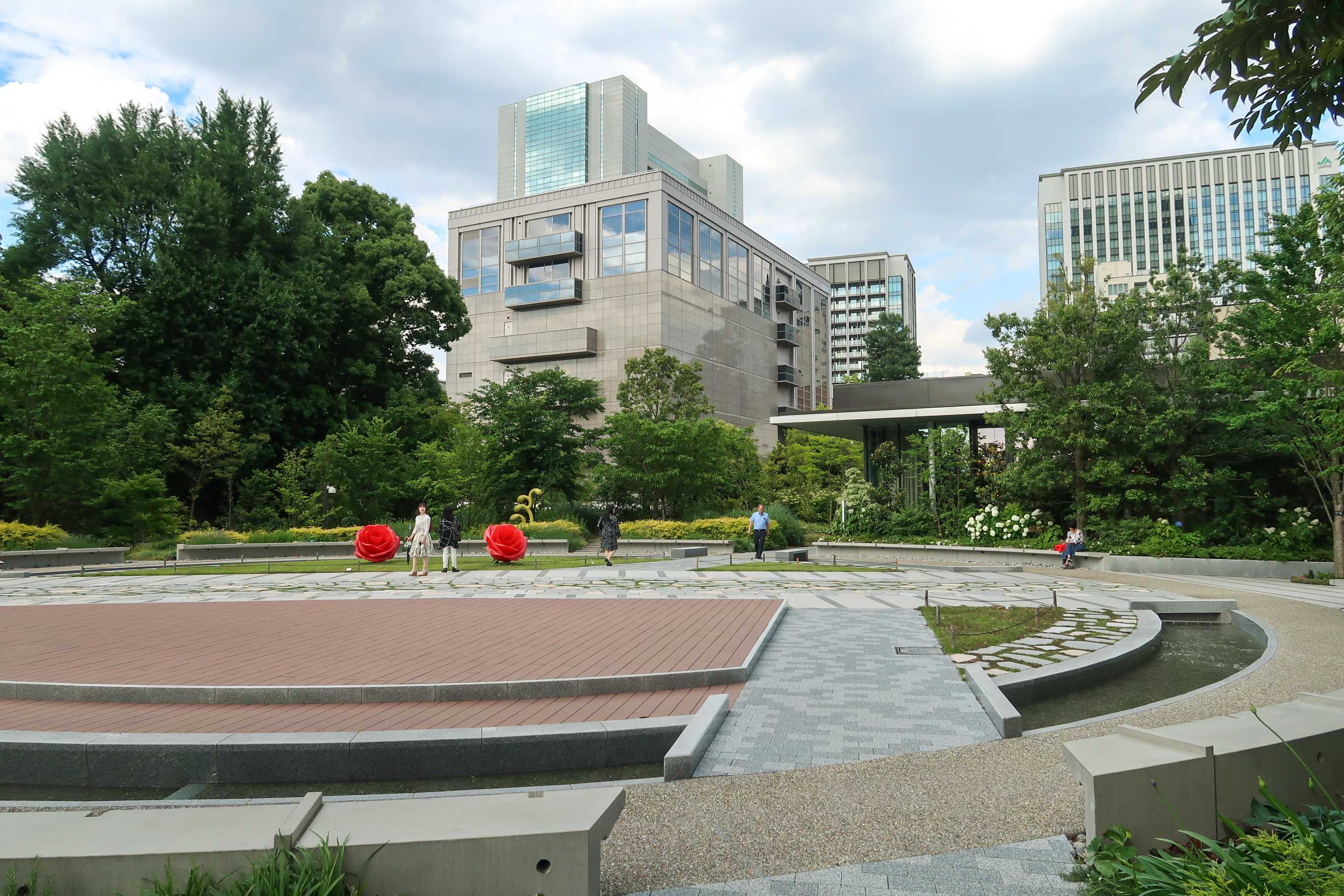
芽生えの庭

東京ガーデンテラス紀尾井町（とうきょうガーデンテラスきおいちょう、TOKYO GARDEN TERRACE KIOICHO）は、東京都千代田区紀尾井町にある西武グループの大型複合商業ビル。オフィス、ホテル、商業施設等が入居する紀尾井タワーと賃貸マンションの紀尾井レジデンスの2棟で構成される。地下鉄の赤坂見附駅、永田町駅、麹町駅に近接する。

## 概要
バブル経済の象徴で、「赤プリ」の愛称で親しまれたグランドプリンスホテル赤坂（旧称・赤坂プリンスホテル）の跡地の再開発事業によって計画された「豊かな自然と歴史に抱かれた国際色豊な街」にふさわしい街づくりをコンセプトに、プリンスホテルの最上位ブランドである「ザ・プリンスギャラリー 東京紀尾井町」、オフィス、商業施設からなる「紀尾井タワー」と、全室賃貸マンションの「紀尾井レジデンス」、旧李王家東京邸（旧グランドプリンスホテル赤坂旧館）を移設した「赤坂プリンス クラシックハウス」によって構成されている複合型施設である。西武グループの不動産会社である西武不動産（旧・西武プロパティーズ）が所有・運営している。
この地区の恵まれた自然環境と歴史的環境の調和した都市機能を更新し、土地の合理的な高度利用を促進し、シンボルロードである紀尾井町通りの緑化と風格ある町並みの形成を図ることが目標となっている。紀尾井町通りの玄関口である、江戸城外濠と弁慶橋周辺等、起伏を伴った緑豊な自然が保たれた風致環境において、赤坂見附駅、永田町駅、麹町駅、四ツ谷駅に近接することから、歩行者の回遊性を高めるための沿道整備と複合機能の集積を図ることで、更なる国際複合市街地の形成を目指す。
2019年、従前のグランドプリンスホテル赤坂新館に続いて、BCS賞を受賞した。

## 設計
2本のタワーは地域のシンボルストリートである紀尾井町通りの軸線に合わせて配置することで雁行配置となり、赤坂見附側からの抜け感を演出している。タワーのボリュームは周辺の建物との調和を意識し、突出した高さにならないよう、紀尾井町タワーは約180m、紀尾井レジデンスは約90mとしている。これにより紀尾井町のスカイラインの中心は紀尾井タワーとなり、紀尾井レジデンスから都道府県会館に向かって、ゆるやかに高さを下げている。
紀尾井町は、その歴史ゆえ「品」や「格」といった江戸文化が今も残る街である。外装デザインはその「和の粋」を取り入れた計画としている。特徴的なボリュームの連なりは重箱がモティーフとなっている。重箱が重なる水平ラインは低層商業、オフィス、ホテルのボリュームが切り替わるきっかけとなるとともにそれぞれのデザインも変化させている。またブリーツ状のカーテンウォールは屏風に着想を得ている。東西面は屏風の一方向を石貼りとすることで、日射遮蔽効果をもたらし、環境負荷の低減を図っている。このデザインは紀尾井レジデンスにも用いられており、大小2棟のタワーが呼応するようにデザインされている。

## 沿革
- 2002年（平成14年）- 紀尾井町まちづくり協議会が発足。
- 2003年（平成15年）6月 -「紀尾井町まちづくりガイドライン」を作成。
- 2004年（平成16年）
  - 「紀尾井町地区地区計画」が定められた。
  - 4月28日 -「紀尾井町地区地区計画」運用基準を千代田区が定める[4]。
  - 5月7日 -「東京都市計画地区計画の決定（千代田区決定）」都市計画紀尾井町地区地区計画[5][6]。
    - 地区計画の目標：この地区は、清水谷公園、外濠、江戸時代の大名屋敷、明治以降の皇族官邸等の史跡が残る、都心において自然と建物が調和した貴重な都市空間が形成されている。また、大学やホテル、文化や交流施設等が立地した多様な機能が集積している。一方で、未利用の公有地の計画と地域の機能変化がみられ、地元では紀尾井町まちづくり協議会を発足し検討され、更なる国際複合市街地の形成を目指こととなった。
- 2010年（平成22年）4月20日 - 「紀尾井町地区地区計画」運用基準・改正 千代田区[7]。
- 2011年（平成23年）5月10日 - 「東京都市計画地区計画の決定（東京都決定）」、紀尾井町南地区地区計画（都市づくり政策部、土地利用計画課確認）[8]。
  - 地区計画の目標：この地区は、江戸城外郭濠等と江戸時代の大名屋敷、明治以降の皇族官邸の史跡等が残された、自然と歴史に恵まれた地区である。地下鉄が4線が結節する永田町駅に位置し、ホテルや商業施設により紀尾井町の玄関を成している。21世紀にふさわしい国際色豊な複合市街地の形成を目指し、豊かな自然と調和した都市環境の維持増進を図る、紀尾井町地区地区計画が定められた。

- 2012年（平成24年）11月8日 - 「（仮称）紀尾井町計画」事業決定の発表。
- 2013年（平成25年）2月20日 - 新築工事の起工式。
- 2015年（平成27年）1月13日 - ホテル名が「ザ・プリンスギャラリー東京紀尾井町」に決定されたと発表。
- 2016年（平成28年）
  - 5月10日 - 紀尾井タワーの1、2階の一部店舗（17店舗、飲料・スーパー等）先行オープン。
  - 7月27日 - 正式オープンに伴い全面営業開始。
- 2021年（令和3年）9月1日 - ビル内にデジタル庁を設置。

## 主要施設等

### 紀尾井タワー
1 - 3階は商業施設、4階は商業施設とコンベンションホール、5 - 28階はオフィスで、29階は建物全体の各種設備関係となる。
商業エリアは低層部の1階～4階に飲食テナントを中心に計33区画（最大45区画）で構成している。この計画ではモールは単なる商業施設ではなく、紀尾井町通りとプリンス通りをつなげ、ここから各エリアに分岐する歩行者ネットワーク（動線）の重要な軸としての役割を持たせている。また敷地の特性である緑や弁慶濠を最大限活かすため、半屋外の空間として弁慶濠と平行に配した。商業エリアの低層部は、ファサードを細かく分節することにより、建物ボリュームを低減し、外構との親和性を追求している。
オフィス基準階は約70m×70m、約1,000坪超のコの字型とし、奥行20m、窓廻りの柱を3.6m外壁よりセットバックし、スパンは18mとすることで自由度の高い空間となっている。専有部内には上下階をつなぐテナント用階段を設置可能とし、共用部には眺望を生かしたリフレッシュコーナー、外光の入る明るく清潔感のある女子トイレを設けた。施設内にタクシーベイ、エアポートリムジンバス乗降場を設置し、日本の中枢都市として立地を生かし国際競争力の高い施設を目指した。
入居している主な企業・機関 

| - ジェー・シー・ディ - CPF JAPAN - 中國信託商業銀行東京支店 - メットライフ生命保険東京本社 - メットライフアセットマネジメント - PayPay保険サービス | - YG健康保険組合 - KENKEY - デジタル庁 - LINEヤフー - PayPay - PayPayカード |

ザ・プリンスギャラリー 東京紀尾井町
グランドプリンスホテル赤坂と同じくプリンスホテルが運営する最高級ホテル。30 - 34階に客室250室、35 - 36階にロビー、4軒のレストラン&バーが設置され、30階にはスパ&フイットネス施設も設けられる。

### 赤坂プリンス クラシックハウス
この洋館は、1930年に日本の王公族であった李王家東京邸として、宮内省内匠寮により設計された建物である。その後、赤坂プリンスホテル、グランドプリンスホテル赤坂となり、永きに渡り、ホテル・レストランなどとして活用されてきた。2011年には東京都指定有形文化財に指定されている。今回、邸宅としての歴史を継承しつつ、近代的な増築部分を加え、新しい時代のおもてなし空間（レストラン・バンケット施設）とした。旧館は曳家によって、かつての位置よりも約15m東へ移動してプリンス通りに近付け、主に婚礼施設として機能する建物は、バンケットを含む増築部分が中庭を囲む。
レストラン・バーは「カジュアルフレンチ」をコンセプトとした「La Maison Kioi」と赤坂プリンスホテル時代から営業していたバー「Napoleon」の2軒。また新たに増築された約272㎡のバンケットは着席で最大150人までのパーティに対応し、今回の改修で整備された中庭では、椅子を並べ式を挙げることもできる。

### 紀尾井レジデンス
外部風景との親和性をコンセプトとし、周辺のロイヤルグリーンや赤坂プリンス クラシックハウスの風景を取り込む住戸計画、風景を切り取る窓廻りのデザインを追求し、内部構成と装飾はシンプルに、美しい納まりとシルエットを大切にした国内トップクラスの高品質な住空間を目指した。
建物は地下2階・地上21階建て。総戸数135戸の賃貸住宅で、1LDKから4LDKの部屋タイプがある。共用部は、赤坂プリンス クラシックハウスを取り込むように配置されたエントランスホール、敷地の高低差を利用し開放感あふれるテラスを設けたパーティルーム・フィットネス、地下自走式平置駐車場、専用エレベーターを設けた駐輪場、永田町駅・商業施設と直結するサブエントランスなどの住環境を提供している。

### ランドスケープ
ランドスケープは、3つの空間軸と7つの景を通して表現することを目指している。3つの軸は、プリンス通り（諏訪坂）の街並み、紀尾井通り沿いに続く広場、そして弁慶濠から清水谷公園にかけて続く緑によって構成されている。これら3つの空間軸に沿って展開する多様な景観のシークエンスは、花の広場、弁慶濠沿いのサクラ並木と遊歩道、街区の中心をなす水の広場、緑溢れる芽生えの庭、そして清水谷公園に続く光の森などにおいて見出される7つの景を結節点としている。

## 交通
鉄道
- 東京メトロ
  - 銀座線、丸ノ内線 - 赤坂見附駅より徒歩3分。
  - 有楽町線、半蔵門線、南北線 - 永田町駅より徒歩3分。
- JR中央・総武線 - 四ツ谷駅より徒歩10分。

一般路線バス、コミュニティバス
- 都営バス橋63系統 - 平河町二丁目停留所下車
- 千代田区福祉バス「風ぐるま」麹町ルート、都営バス都03系統・宿75系統 - 麹町四丁目停留所下車
- 港区コミュニティバス「ちぃばす」赤坂ルート・青山ルート - 赤坂見附駅停留所下車

高速バス
- 東京空港交通リムジンバス - 羽田空港・成田空港行き
- 西武観光バス - 軽井沢行き

## 近隣施設
| - 赤坂御門・赤坂見附跡 - 弁慶橋 - 赤坂見附駅・永田町駅 - 参議院清水谷議員宿舎 - 千代田放送会館 | - 清水谷公園 - 文藝春秋 - 駐日バングラデシュ大使館 - 都道府県会館 - 千代田区立麹町中学校 | - 紀尾井町ビル - 日本都市センター - ホテルニューオータニ - ニューオータニガーデンコート（ニューオータニ美術館） |

## ギャラリー
- 花の広場
- 紀尾井町通りより「紀尾井タワー」を見る（2016年7月撮影）
- 紀尾井タワー（2018年6月撮影）
- 赤坂プリンス クラシックハウス 東側から見る（2020年1月撮影）
- 光の森

## 関連文献
- 「赤プリ、約980億円かけ再開発-オフィス、ホテル、住宅の複合施設」 -  赤坂経済新聞、2012年11月9日、2015年4月27日閲覧。
- 「姿を消した赤プリ-ザ・プリンス以上の高級ホテルに生まれ変わる」 - 赤坂経済新聞、 2013年5月22日、2015年4月27日閲覧。
- 「東京ガーデンテラス（グランドプリンスホテル赤坂跡地開発計画）」 - 西武プロパティーズ、2014年6月30日、2015年4月27日閲覧。
- 「旧赤プリ、1泊6万円からを検討 16年夏開業の新ホテル」 - 北海道新聞、 2015年4月8日、2015年4月27日閲覧。
- 「“赤プリ”跡地で作業員が30m下に転落、死亡」 - テレビ朝日ANN、 2015年4月21日、2020年4月20日閲覧。
- 「千代田区の赤坂プリンスホテル跡地の工事現場で転落死亡事故」 -  日刊時事ニュース、2015年5月28日、2016年4月22日閲覧。
- 「赤プリ跡新装 収益力5倍新戦略」複合施設が開業、脱ホテル、多いライバル - 朝日新聞、2016年7月28日、2016年7月28日閲覧。